# Trần Phồn
Trần Phồn (chữ Hán: 陳蕃; ?-168) là đại thần nhà Đông Hán trong lịch sử Trung Quốc. Ông tham gia cuộc chiến chống hoạn quan lũng đoạn triều chính và cuối cùng thất bại.

## Thời Hán Hoàn Đế
Trần Phồn tự là Trọng Cử, người Bình Dư.
Trần Phồn có chí lớn từ nhỏ, từ năm 15 tuổi đã ở riêng một phòng, chuyên tâm đọc sách.
Do có tài, ông được Hán Hoàn Đế lần lượt cất nhắc vào các chức vụ Nghị lang, thái thú, Thứ sử, Thượng thư.
Trong thời gian làm quan, ông rất quan tâm tới nỗi khổ của dân chúng. Năm 163, Hán Hoàn Đế định dẫn quân đi săn, Trần Phồn dâng sớ can gián không nên làm phiền nhiễu tới dân chúng.
Thời kỳ ông làm Thượng thư, dân miền núi ở Linh Lăng và Quế Dương thuộc Kinh châu nổi dậy phản kháng triều đình. Nhiều đại thần chủ trương dùng binh lực đánh dẹp, nhưng Trần Phồn cho rằng nguyên nhân là do quan lại địa phương bạo ngược bóc lột dân chúng, chỉ cần thay quan thanh liêm tới trấn nhiệm.
Lương Ký cậy thân phận ngoại thích, viết thư cho Trần Phồn nhờ vả việc riêng, nhưng ông từ chối. Lương Ký bèn sai người thân tín đến tận nhà nhờ ông. Trong cơn tức giận, Trần Phồn đánh chết người đến xin. Vì vậy, ông bị giáng chức làm Huyện lệnh. Không lâu sau, ông lại được thăng chức làm Thượng thư.
Nhận thấy bộ máy triều đình cồng kềnh, có quá nhiều người không cần thiết, ông kiến nghị giảm quan lại thừa, chỉ để lại người tốt. Kết quả Trần Phồn bị giáng chức một lần nữa, ra làm quan ở địa phương.
Năm 165, Trần Phồn được thay Dương Bỉnh làm Thái úy. Lúc đó các hoạn quan thao túng triều đình, kết án nhiều danh sĩ. Ông bèn đứng ra biện hộ cho Lý Anh và những viên quan bị hoạn quan chèn ép, đề nghị xử rộng lượng với họ, vì vậy ông bị các hoạn quan căm ghét. Sang năm 166, các danh sĩ Lý Anh, Phạm Băng lại bị bắt giam lần nữa, Trần Phồn lại hết sức căn ngăn giảm tội cho họ với lời lẽ mạnh mẽ. Hán Hoàn Đế tin dùng các hoạn quan nên tỏ ra tức giận trước lời can của ông, bèn cách chức Thái úy.

## Thời Hán Linh Đế
Năm 167, Hán Hoàn Đế chết, con là Hán Linh Đế lên thay. Vua còn nhỏ nên Đậu thái hậu nhiếp chính. Trần Phồn lại được triệu về triều làm Thái phó kiêm việc Thượng thư, cùng ngoại thích Đại tướng quân Đậu Vũ phụ chính cho vua Linh Đế.
Trần Phồn ra sức giúp Đậu Vũ chấn chỉnh kỳ cương triều chính.
Tuy nhiên, Hán Linh Đế cũng là vị vua tin dùng hoạn quan. Đậu Vũ và Trần Phồn đều chung ý tưởng chống các hoạn quan lũng đoạn triều chính từ nhiều đời vua trước. Hai người bàn mưu tiêu diệt hoạn quan nhưng không được thái hậu ủng hộ. Mưu sự bị lộ, hoạn quan Tào Tiết cùng Chu Vũ và 17 hoạn quan khác bàn mưu cùng nhau làm ra một chiếu chỉ giả, bổ nhiệm Trường lạc thực giám Vương Phủ làm Hoàng môn lệnh, mang quân đi đánh Đậu Vũ và Trần Phồn.
Trần Phồn năm đó đã ngoài 70 tuổi, nghe tin bèn cùng 80 thái học sinh múa đao xông vào cửa Thừa Minh mắng Vương Phủ. Cuối cùng do ít không địch nổi nhiều, Trần Phồn bị Vương Phủ bắt và giết hại. Đậu Vũ mang quân bản bộ chống lại, cũng bị thua trận và phải tự sát.
Hơn 20 năm sau cái chết của Trần Phồn, năm 189 thời Hán Hiến Đế, sau khi hoạn quan bị tiêu diệt, Đổng Trác nắm quyền thao túng triều đình nhà Hán đã lật lại vụ án oan mà Trần Phồn, Đậu Vũ bị hoạn quan sát hại.
Là người chống hoạn quan, Trần Phồn được La Quán Trung nhắc tới tại những dòng đầu tiên trong tiểu thuyết Tam quốc diễn nghĩa, xem ông là người chính nghĩa.